# Elasmus muscoides
Elasmus muscoides är en stekelart som beskrevs av Girault 1915. Elasmus muscoides ingår i släktet Elasmus och familjen finglanssteklar. Inga underarter finns listade i Catalogue of Life.